# Conferência Dumbarton Oaks

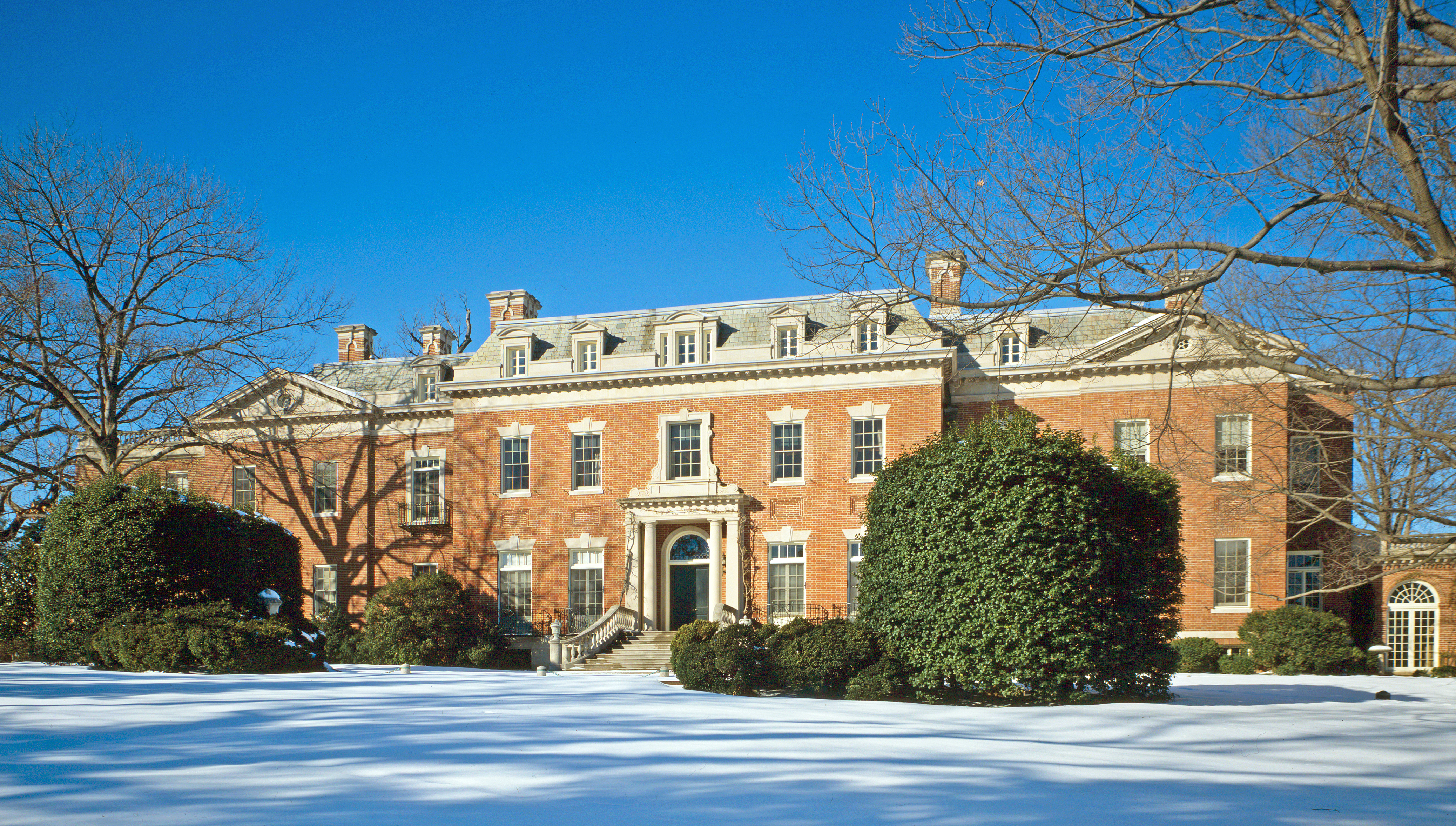
Dumbarton Oaks, em Washington, DC, foi o local da conferência.

A Conferência de Dumbarton Oaks, ou, mais formalmente, as Conversações de Washington sobre a Organização Internacional de Paz e Segurança, foi uma conferência internacional na qual foram formuladas e negociadas propostas para o estabelecimento de uma "organização internacional geral", que se tornaria as Nações Unidas. A conferência foi liderada pelos Quatro Grandes – Estados Unidos, Reino Unido, URSS e República da China – com delegados de outras nações participando da consideração e formulação desses princípios. Foi realizado na Propriedade Dumbarton Oaks em Washington, D.C., de 21 de agosto de 1944 a 7 de outubro de 1944.

## Metas e resultados
Os propósitos declarados da organização internacional proposta foram:
1. Manter a paz e a segurança internacionais; e, para esse fim, tomar medidas coletivas eficazes para a prevenção e remoção de ameaças à paz e a repressão de atos de agressão ou outras rupturas da paz, e para realizar, por meios pacíficos, o ajuste ou a solução de controvérsias internacionais que possam levar a uma quebra da paz;
2. Desenvolver relações amistosas entre as nações e tomar outras medidas apropriadas para fortalecer a paz universal;
3. Alcançar a cooperação internacional na solução dos problemas econômicos, sociais e humanitários internacionais; e
4. Proporcionar um centro para harmonizar as ações das nações na consecução desses fins comuns.

Em 7 de outubro de 1944, os delegados concordaram com um conjunto provisório de propostas (Propostas para o Estabelecimento de uma Organização Internacional Geral) para atingir esses objetivos. As discussões na conferência sobre a composição das Nações Unidas incluíram quais estados seriam convidados a se tornar membros, a formação do Conselho de Segurança das Nações Unidas e o direito de veto que seria dado aos membros permanentes do Conselho de Segurança. Charles E. Bohlenescreve que a Conferência de Dumbarton Oaks "resolveu todas as questões, exceto duas, relacionadas à organização das Nações Unidas - o procedimento de votação no Conselho de Segurança e a pressão soviética para a admissão de todas as dezesseis repúblicas soviéticas à Assembléia Geral. Havia algumas Em primeiro lugar, os países ocidentais tinham uma maioria irreversível, inclusive devido aos países da Commonwealth como Canadá, Nova Zelândia, Austrália e África do Sul. Isso levaria a uma incapacidade de fato da URSS de influenciar a tomada de decisões. Em segundo lugar, os países da Europa Oriental que estavam mudando para um regime favorável a Moscou eram geralmente países que colaboraram com o Eixo e, como tal, não foram autorizados a aderir imediatamente à ONU. Por fim, o caráter aparentemente extravagante dessa demanda soviética pretendia deixar claro que qualquer Organização Internacional disposta a administrar o novo mundo sem que a URSS fosse tratada igualmente estava condenada ao fracasso. Isso levou à admissão dos SSRs ucraniano e bielorrusso como membros de pleno direito da ONU e levou Roosevelt a aceitar em Yalta direito de veto no Conselho de Segurança. Mais tarde, sob Truman, os países ocidentais tentaram transferir para a Assembleia Geral as competências decisórias em matéria de segurança para contornar o veto soviético no Conselho de Segurança, uma vez que nos primeiros anos da ONU, a esmagadora maioria da Assembleia Geral membros eram países ocidentais ou amigos do Ocidente. Essas tentativas de minar o que havia sido acordado em Yalta foram firmemente rejeitadas pela União Soviética. Demorou a conferência em Yalta, além de outras negociações com Moscou, antes que essas questões fossem resolvidas.  Também em Yalta, foi proposto um sistema de tutela para substituir o sistema de mandatos da Liga das Nações. Na Conferência das Nações Unidas sobre Organização Internacional, também conhecida como Conferência de São Francisco, em abril-junho de 1945, os poderes de veto do Conselho de Segurança foram estabelecidos e o texto da Carta das Nações Unidas foi finalizado.